# Loxocera africana
Loxocera africana är en tvåvingeart som beskrevs av Willi Hennig 1940. Loxocera africana ingår i släktet Loxocera och familjen rotflugor.
Artens utbredningsområde är Tanzania. Inga underarter finns listade i Catalogue of Life.